# Gust Huybrechts
Gust Huybrechts (Hoevenen, 22 mei 1932 - Deurne, 30 januari 2008) was een Belgisch politicus voor de CVP.

## Levensloop
Hij werd de eerste maal verkozen in 1958 in de gemeenteraad van zijn geboortedorp Hoevenen en werd er de laatste burgemeester vanaf 6 juni 1966. Hij bleef aan het hoofd van de deelgemeente tot eind 1976. Bij de fusie van de gemeenten stopte hij met de politiek, maar in 1994 stelde hij zich opnieuw kandidaat. Begin 1995 werd hij schepen van openbare werken, patrimonium en groenbeleid van de fusiegemeente Stabroek en bleef in functie - ook na de verkiezingen van 2000 - tot begin 2002.
Beroepshalve was Huybrechts actief in de immobiliënsector en runde als mede-eigenaar een kantoor in Kalmthout.